# مصنعه (روستا)
 مصنعه  به عربی ( المَصنَعة )، روستایی است در دهستان اباره از توابع استان ذَمار در کشور یمن در شبه جزیره عربستان.

## جمعیت
جمعیت آن (۴۵ ) نفر (۴ خانوار) می‌باشد.